# Pieter Frans Drubbel
Pieter Frans Drubbel (Oostakker, 17 juli 1766 - aldaar, 9 november 1845) was een Belgisch notaris en politicus. Vanaf 1800 tot aan zijn dood in 1845 was hij burgemeester van Oostakker.
Tussen 1797 wisselden hij en Jozef Vermeire af als agent municipal van Oostakker. Op 24 mei 1800 werd Pieter Frans Drubbel als eerste burgemeester van de nu zelfstandige gemeente Oostakker benoemd. In 1806 werd hij ook burgemeester van het naburige Desteldonk. Dit dubbel mandaat bleef hij uitvoeren tot 1831.
Op 9 november 1845 overleed hij in zijn huis op Oostakkerdorp. Hij werd als burgemeester van Oostakker opgevolgd door de onderwijzer Domien Geers.
Hij was de vader van Jozef Drubbel, notaris en burgemeester van Oostakker, grootvader van lieutenant-generaal Honoré Drubbel, broer van Jan Baptist Drubbel, en oom van Belgisch volksvertegenwoordiger Louis Drubbel.